# Cop que compta

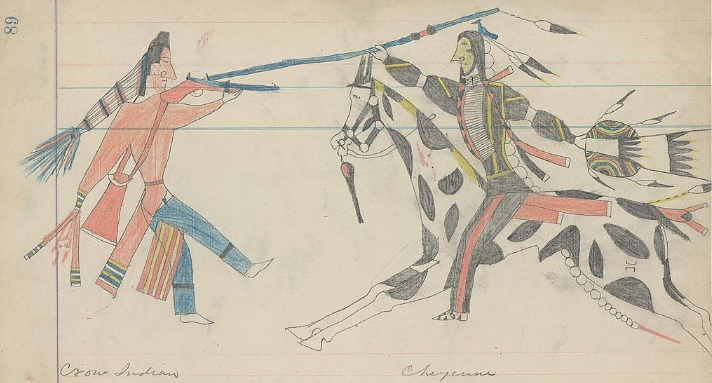
Dibuix ledger d'un guerrer xeiene a cavall donant cops amb una llança a un guerrer crow dempeus, 1880s.

Cop que compta es refereix a l'obtenció de prestigi en la batalla pels amerindis de les planures d'Amèrica del Nord. Els guerrers guanyaven prestigi per actes de valentia a la cara de l'enemic, i aquests actes podrien ser gravats en diferents formes i tornats a comptar com a històries. Qualsevol cop assestat contra l'enemic comptava com un cop, però els actes més prestigiosos incloïen tocar un guerrer enemic amb la mà, l'arc, o amb un pal de cops i després escapar il·lès. Tocar el primer enemic mort en la batalla o tocar les obres de defensa de l'enemic també comptava com a cop. També valia com a cop que compta robar les armes o cavalls de l'enemic de la seva pròpia tenda al campament. Per al cop que compta es requeria risc de ser ferit o mort.
Escapar il·lès mentre compta un cop era considerat un gran honor més alt que haver estat ferit en l'intent. A un guerrer que guanyés aquest cop se li permetia portar una ploma d'àguila al pèl. Tanmateix, si havia estat ferit en l'intent havia de pintar la ploma de vermell per indicar-ho.
Després d'una batalla o atac, la gent d'una tribu es reunia per explicar els seus actes de valentia i "cops que compten." Els cops es registraven posant osques en un bastó de cops. Els amerindis del nord-est del Pacífic podien lligar una ploma d'àguila al seu pal de cops per a cada cop, però moltes tribus no va seguir aquesta tradició. Entre els blackfoot de l'alta vall del riu Missouri, el cop podia ser registrat en una "barra de cops" a les mànigues i espatlles de samarretes especials que portaven pintures de les gestes dels guerrers a la batalla. Han sobreviscut moltes samarretes d'aquest tipus fins a l'actualitat, incloent-ne algunes en museus europeus.